# Louis Le Bègue Duportail
Louis Antoine Jean Le Bègue de Presle DuPortail (* 14. Mai 1743 bei Pithiviers; † 1802 auf See) war ein französischer Offizier. Er kämpfte in der Kontinentalarmee unter George Washington im Amerikanischen Unabhängigkeitskrieg. Er war maßgeblich mitbeteiligt an der Gründung des United States Army Corps of Engineers. Zu Beginn der Französischen Revolution war er Kriegsminister in Frankreich.

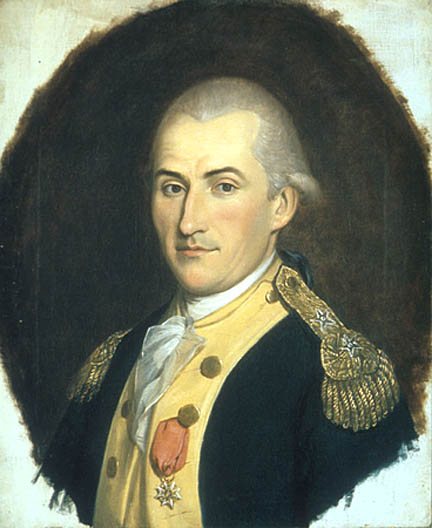
Louis Le Bègue Duportail

## Leben
Er stammte aus einer adeligen Familie, trat in die französische Armee ein und wurde in der königlichen Ingenieurschule in Mézières zum Ingenieur ausgebildet. 1765 ging er als Sous-lieutenant von der Schule ab. Im Jahr 1773 wurde er zum Capitaine befördert.
Auf die Bitte von Benjamin Franklin nach Militäringenieuren zur Unterstützung der Kontinentalarmee wurde er nach Amerika entsandt. Dort gehörte er zum Stab Washingtons und wurde 1777 zum Oberst der Kontinentalarmee und kurze Zeit später zum Brigadier-General befördert. Er befestigte die Forts am Fluss Delaware und nahm mit George Washington an verschiedenen Militärkampagnen teil. Im Sommer 1778 wurde er von Washington beauftragt die Verteidigung von Philadelphia zu verstärken. Im Jahr 1779 wurde er zum Kommandanten des Ingenieurcorps ernannt. Er kam zu spät, um Charleston noch zu befestigen und wurde im Mai 1780 gefangen genommen, bald aber wieder freigelassen. Er unterstützte Washington bei der Belagerung von Yorktown als Planer der Belagerungswerke. Dies führte mit zur Aufgabe der Briten. Im Jahr 1781 wurde er zum Generalmajor befördert.
Im Jahr 1783 quittierte er den amerikanischen Dienst und ging zurück nach Frankreich. Dort wurde er Général de brigade der Infanterie. Im Königreich Neapel war er längere Zeit mit der Reorganisierung der dortigen Streitkräfte beschäftigt.
Im November 1790 wurde er als Vertrauter Lafayettes und als Mitglied der Jakobiner zum Staatsminister für den Krieg ernannt. Das Amt bekleidete er bis Dezember 1791. Im Jahr 1792 sollte er ein Kommando übernehmen, wurde aber als Unterstützer Lafayettes zurückgerufen. Er wurde der angeklagt und floh nach Amerika. Dort bewirtschaftete er eine kleine Farm. Im Jahr 1797 wurde der Vorwurf der Illoyalität fallengelassen und er reiste 1802 zurück nach Frankreich, um wieder in die Armee einzutreten. Auf der Überfahrt starb er und wurde auf See beigesetzt.